# 贡山箭竹
贡山箭竹（学名：Fargesia gongshanensis）为禾本科箭竹属下的一个种。其种加词“gongshanensis”意为“云南贡山的”。